# Frío y calor (teoría de juegos combinatorios)
En la teoría de juegos combinatorios, enfriar, calentar y sobrecalentar son operaciones en juegos calientes para hacerlos más adaptables a los métodos tradicionales de la teoría, que fue originalmente ideada para juegos fríos en los que el ganador es el último jugador en tener un movimiento legal. El sobrecalentamiento se generalizó por Elwyn Berlekamp para el análisis de Blockbusting. El enfriamiento (o unheating) y el calentamiento son variantes utilizadas en el análisis de la fase final del go.
La refrigeración y el enfriamiento pueden considerarse como un impuesto sobre el jugador que se mueve, haciéndolo pagar por el privilegio de hacerlo, mientras que la calefacción, el calentamiento y el sobrecalentamiento son operaciones que invierten más o menos el enfriamiento y el enfriamiento.

## Operaciones básicas: refrigeración, calefacción
El juego enfriado {\displaystyle G_{t}} ("{\displaystyle G} enfriado por {\displaystyle t}") para un juego {\displaystyle G} y un número (surreal) {\displaystyle t} está definido por
{\displaystyle G_{t}={\begin{cases}\{G_{t}^{L}-t\mid G_{t}^{R}+t\}&{\text{ para todos los números }}t\leq {\text{ cualquier número }}\tau {\text{ para el cual }}G_{\tau }{\text{ está infinitesimalmente cerca de algún número }}m{\text{ , }}\\G_{t}=m&{\text{ para }}t>\tau \end{cases}}}.
La cantidad {\displaystyle t} por la cual {\displaystyle G} e enfría se conoce como temperatura; el mínimo {\displaystyle \tau } por la cual {\displaystyle G_{\tau }} está infinitesimalmente cerca de {\displaystyle m} se conoce como la temperatura {\displaystyle t(G)} de {\displaystyle G}; {\displaystyle G} se dice que se congela a
{\displaystyle G_{\tau }}; {\displaystyle m} es el valor medio (o simplemente la media) de {\displaystyle G}.
La calefacción es la inversa de la refrigeración y se define como la "integral"
{\displaystyle \int ^{t}G={\begin{cases}G&{\text{ if }}G{\text{ is a number, }}\\\{\int ^{t}(G^{L})+t\mid \int ^{t}(G^{R})-t\}&{\text{ otherwise. }}\end{cases}}}

## Multiplicación y sobrecalentamiento
La multiplication de Norton es una extensión de la multiplicación a un juego {\displaystyle G} y un juego positivo {\displaystyle U} (la "unidad") definida por
{\displaystyle G.U={\begin{cases}G\times s&{\text{ (i.e. the sum of }}G{\text{ copies of }}s{\text{) if }}G{\text{ is a non-negative integer, }}\\-G\times -s&{\text{ if }}G{\text{ is a negative integer, }}\\\{G^{L}.U+(U+I)\mid G^{R}.U-(U+I)\}{\text{ where }}I{\text{ ranges over }}\Delta (U)&{\text{ otherwise. }}\end{cases}}}
Los incentivos {\displaystyle \Delta (U)} de un juego {\displaystyle U} se definen como {\displaystyle \{u-U:u\in U^{L}\}\cup \{U-u:u\in U^{R}\}}.
El sobrecalentamiento es una extensión de la calefacción utilizada en la solución del Blockbusting de Berlekamp, donde {\displaystyle G} recalentado de {\displaystyle s} a {\displaystyle t} está definido para juegos arbitrarios {\displaystyle G,s,t} con {\displaystyle s>0} como
{\displaystyle \int _{s}^{t}G={\begin{cases}G.s&{\text{ si }}G{\text{ es un entero, }}\\\{\int _{s}^{t}(G^{L})+t\mid \int _{s}^{t}(G^{R})-t\}&{\text{ de lo contrario. }}\end{cases}}}
Winning Ways for your Mathematical Plays también define el sobrecalentamiento de un juego {\displaystyle G} por un juego positivo {\displaystyle X}, como
{\displaystyle \int _{0}^{t}G=\{\int _{0}^{t}(G^{L})+X\mid \int _{0}^{t}(G^{R})-X\}}
Téngase en cuenta que en esta definición los números no se tratan de manera diferente a los juegos arbitrarios, y que el "límite inferior" 0 lo distingue de la definición anterior de Berlekamp

## Operationes para el go: enfriamiento y calentamiento
El enfriamiento es una variante del enfriamiento por {\displaystyle 1} se utiliza para analizar el final de go y está definido por
{\displaystyle f(G)={\begin{cases}m&{\text{ Si }}G{\text{ es de la forma }}m{\text{ o }}m*{\text{ , }}\\\{f(G^{L})-1\mid F(G^{R})+1\}&{\text{ de lo contrario}}.\end{cases}}}
Esto es equivalente a enfriar por {\displaystyle 1} cuando {\displaystyle G} es una "posición de go incluso elemental en forma canónica".
El calentamiento es un caso especial de sobrecalentamiento, a saber {\displaystyle \int _{1*}^{1}}, normalmente escrito simplemente como {\displaystyle \int }  que invierte el enfriamiento cuando {\displaystyle G} es una "posición de go incluso elemental en forma canónica". En este caso, la definición anterior se simplifica a la forma
{\displaystyle \int G={\begin{cases}G&{\text{ Si }}G{\text{ es un entero par, }}\\G*&{\text{ Si }}G{\text{ es un entero impar, }}\\\{\int (G^{L})+1\mid \int (G^{R})-1\}&{\text{ otro caso. }}\end{cases}}}